# 池田政之 (バレーボール)
池田 政之（いけだ まさゆき、1991年6月4日 - ）は、日本の元男子バレーボール選手。

## 来歴
東京都小金井市出身。姉の影響を受けてバレーボールを始める。
駿台学園高等学校、東海大学を経て、2014年初めにパナソニックパンサーズの内定選手となった。以降、清水邦広の控えオポジットとして活躍。特に2016/17シーズンでは出場機会が増えた。2017/18シーズン、清水が怪我で離脱したV・プレミアリーグファイナルでは、第2戦のファイナルセットで二枚替えで出場して優勝を大きく引き寄せるアタックを決めた。
2019年5月、第68回黒鷲旗大会をもって現役引退。引退後は社業に専念。

## 所属チーム
- 駿台学園高等学校
- 東海大学
- パナソニックパンサーズ (2014-2019年) #11